# Северна звезда
Северната звезда е звездата, която се използва за определянето на посоката север. Затова в много славянски езици името ѝ е „Северница“. Тя е най-ярката северна полярна звезда на Земята. През 2-рото и 3-тото хилядолетия от н.е. северна е Полярната звезда, като най-близо до полюса ще бъде около 2100 г.
В мореплаването северната звезда се използва традиционно също за определяне на географската ширина, която е равна на видимата ъглова височина на звездата над хоризонта. Например географските ширини в България са между 42 и 44° и затова Полярна звезда се вижда под същите ъгли. В Лапландия и на Карибските острови ъгълът ще бъде различен.

## Промяна на астрономическия север
Прецесията на земната ос променя положението на полюсите върху небесната сфера. По времето на древноегипетската цивилизация най-близо до северния полюс е Тубан (α от Дракон). От 2000-1900 до 500 г. пр.н.е. най-ярка северна полярна звезда е била Кохаб, откъдето идва арабското ѝ име „Кохаб ал-Шемали“ (звезда на Севера)
. Последстващото съкращаване на името ѝ до Кохаб води до междуезикова тавтология – звездата Кохаб = звездата Звезда.
В рамките на платоническата година северни полярни звезди още са ярките Вега (α от Лира), Арктур (α от Воловар), по-малките π, η и τ от Херкулес. След α-Малка мечка ролята на полярни последователно изпълняват Ерай (3,2m) и Алдерамин (2,4m), съответно γ и α от Цефей, преди полюсът да се премести в съзвездието Лебед. Първата ще бъде отново полярна от 3000 до 5200 г. и ще е най-близо до полюса около 4000 г., а втората ще я последва до 8000 г.

## Отхвърлени кандидати
λ от Малка мечка е по-близо до полюса, но със звездната си величина 6,4 тя е засенчена от Полярната и е непригодна за ориентир. От 1793 до около 1000 г. пр.н.е. κ от Дракон е по-близо до полюса, но за ориентация се използва далеч по-ярката Кохаб.